# Anderson Silva
Anderson Silva (São Paulo, 4 april 1975) is een Braziliaans MMA-vechter en voormalig UFC-kampioen middengewicht (tot 84 kilo).

## Carrière

### Records
Silva was van 2006 tot 2013 met 2457 dagen de langstregerende UFC-kampioen. Hij verdedigde tien keer met succes zijn titel, wat van juli 2012 tot en met oktober 2017 ook een UFC-record was (Demetrious Johnson verbrak dit toen). Hij werd verkozen tot de nummer één MMA-vechter door ESPN en Yahoo! Sports. UFC-voorzitter Dana White noemde hem "de beste MMA-vechter ooit".

### Verlies titel
Op 6 juli 2013, waar in Las Vegas UFC 162 plaatsvond, werd Silva verslagen door Chris Weidman via knock-out. Nadat Weidman een deel van de eerste ronde domineerde op de grond wist Silva weer op te staan. Daarna leek Silva te gaan domineren in het staande gevecht en was Weidman verbaal en non-verbaal aan het uitdagen, zoals hij eerder bij tegenstanders als Forrest Griffin, Damian Maia en Yushin Okami deed. Silva raakte Weidman voornamelijk met low kicks. In de tweede ronde kreeg Weidman het gevecht niet van de grond, het uitdagen van Silva ging verder. Toen hij naar achteren leunde om te doen alsof hij geraakt was wist Weidman hem toch op zijn kin te raken en Silva ging knock-out. Dit was de eerste maal dat de voormalig UFC-kampioen een wedstrijd binnen deze organisatie verloor sinds zijn toetreding op 28 juni 2006. Ook was hij niet eerder in zijn carrière knock-out gegaan.
Omdat Silva de divisie jarenlang gedomineerd had en zijn verlies deels te wijten was aan zijn eigen clowneske gedrag kreeg hij direct een herkansing op de titel. Het gevecht werd gehouden op 28 december 2013. De eerste ronde leek sterk op de eerste ronde van hun vorige gevecht. Weidman raakte Silva tijdens de clinch met een rechtse en Silva ging neer, op het randje van knock-out. Daarna bleef Weidman een tijdje domineren op de grond totdat Silva op wist te staan. In de tweede ronde wilde Silva met zijn linkerbeen een low kick maken tegen de binnenkant van Weidmans linkerbeen. Omdat Silva dit bij hun vorige gevecht veel low kicks gebruikte had Weidman flink geoefend om deze trappen te blokkeren. De binnenkant van Silva's scheenbeen, net boven de enkel, belandde  op de bovenkant van Weidmans scheenbeen. Silva's scheenbeen en kuitbeen braken hierbij doormidden en het gevecht was beëindigd. Weidman won via technische knock-out. UFC-voorzitter Dana White noemde dit de ergste blessure in de geschiedenis van de organisatie.

### Terug in de competitie
Silva keerde in januari 2015 terug in het strijdperk met een gevecht tegen Nick Diaz. Hoewel hij dit in eerste instantie won (unanieme jurybeslissing), werd de uitslag later omgezet in een no contest omdat Silva positief testte op anabole steroïden. Ook werd hij een jaar geschorst. Silva verloor vervolgens in februari 2016 van Michael Bisping en in juli 2016 van Daniel Cormier. Hij boekte in februari 2017 voor het eerst in 52 maanden weer een overwinning, op Derek Brunson (unanieme jurybeslissing). Silva zou het in november 2017 vervolgens opnemen tegen Kelvin Gastelum, maar dat gevecht werd afgeblazen nadat Silva opnieuw positief testte bij een dopingtest.
Silva nam het in februari 2019 op tegen Israel Adesanya en verloor op basis van een unanieme jurybeslissing. Vervolgens verloor hij in maart 2019 van Jared Cannonier. In oktober 2020 verloor hij ook van Uriah Hall, wat zijn laatste gevecht was bij de UFC.